# 주혈흡충
주혈흡충(住血吸蟲)은 흡충류의 한 속으로, 기생성의 편형동물이다. 사람에게 감염되어 주혈흡충병이라고 하는 질병을 일으킨다. 주혈흡충증은 세계보건기구(WHO)가 말라리아에 이어 두 번째로 사회경제적인 파괴력이 강한 기생충병으로 판단하고 있으며, 전 세계적으로 수억 명이 만손주혈흡충 등 주혈흡충에 의한 주혈흡층증을 앓고 있다.
성체는 창자간막이나 방광의 모세혈관에 기생하며, 종에 따라 기생 위치가 다르다. 다른 흡충류를 포함한 편형동물과 달리, 주혈흡층은 수컷과 암컷 사이에 성적 이형성을 보이는 자웅이체라는 점이 특징적이다. 감염된 종에 따라 방광이나 창자에 성체 주혈흡충이 도달하면 수천 개의 알이 방출되며, 이 알들은 소변이나 대변을 통해 민물로 빠져나간다. 알에서 부화한 유충은 중간숙주인 달팽이를 반드시 먼저 통과해야 한다. 그 후 다음 유충 단계에 다다르면 피부를 뚫고 들어가 새로이 포유류를 숙주로 삼는다.